# 야구 방망이

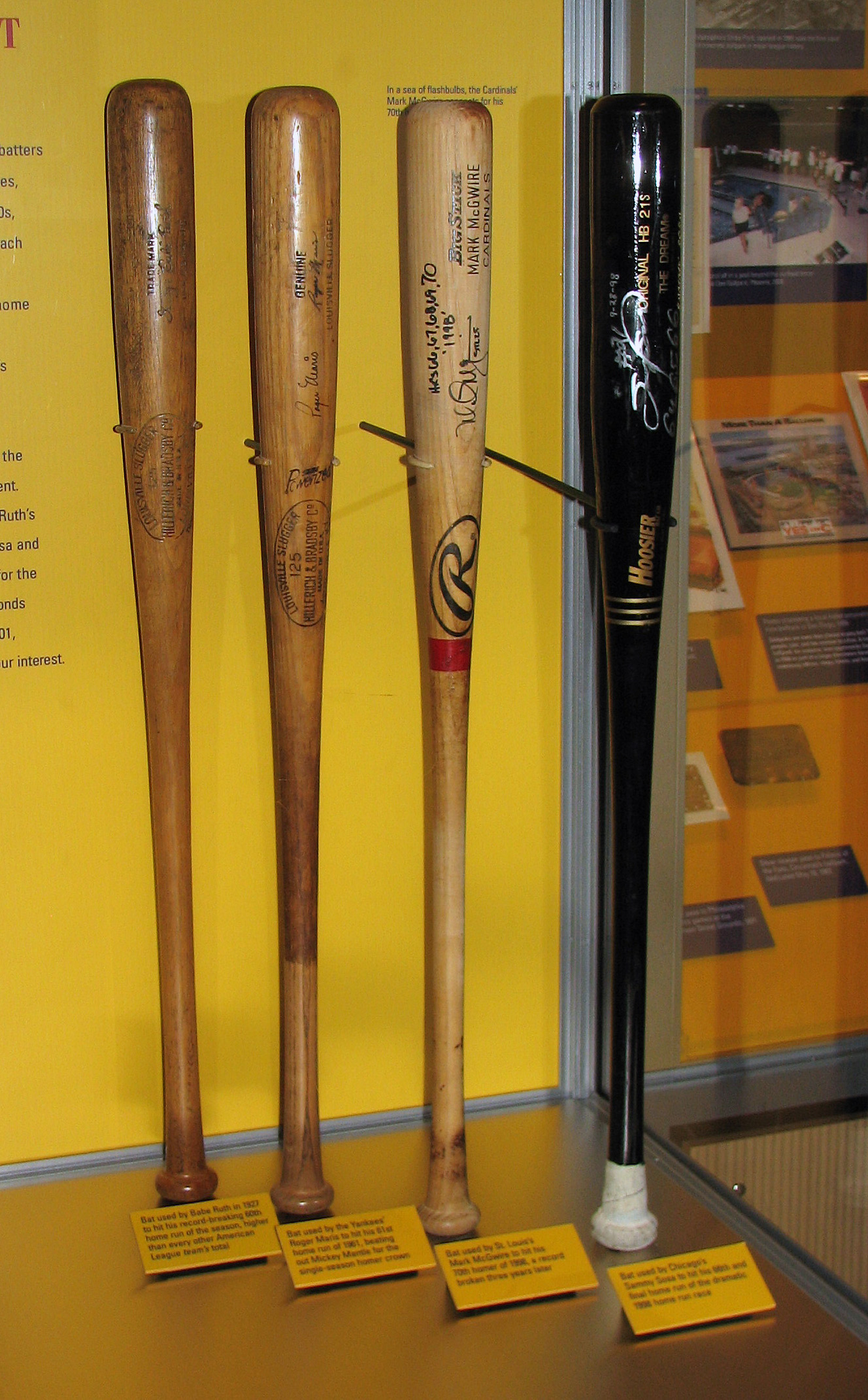
야구 방망이

야구 방망이 혹은 배트(bat)는 야구공을 치기 위한 도구이다.
주로 알루미늄이나 물푸레나무, 단풍나무 등으로 만든다. 
다만, 전문 선수의 경기에서는 대체로 목재 야구 방망이만을 사용하며, 알루미늄 소재의 배트는 아마추어하고 연습용으로만 사용한다.

## 부정 배트
- 압축 배트
  - 원목을 압축시켜 내구성과 장타력을 상승시킨 배트다. 야구 리그에서는 대부분 배트의 규격 제한이 있는데, 이 규격 제한을 교묘하게 피하는 일종의 '꼼수'로 사실상 제한 위반이다. 현재 거의 모든 야구 리그가 압축배트 사용을 금지하고 있다.
- 대나무 배트

### 소프트볼
- 플라스틱 배트

## 무기로서의 용도
한편으로는 사람을 해치는 무기로도 자주 이용된다. 야구방망이는 금속이건 목재건 간에 사람을 충분히 살상할 길이와 강도, 무게를 지녔으며, 정통으로 맞으면 골절, 타박상, 내장 파열 등의 부상을 입힐 수 있으며, 심하면 사망 할 수 있다.

## 관련 신조어
'빠따충'이라는 신조어는 야구방망이의 영어 단어 배트의 일본어 발음 '밧토'(バット)로 변한 것이 한국에서 다시 변형된 비속어이다. 국어사전에도 "빠따"라는 표제어로 등재되어 있다. 야구(빠따)+벌레 충(蟲)이라는 뜻으로 야구선수들의 직업 멸칭이다. 
한편 야구 코치들이 구단주(대기업 회장, 지자체 시장)에게 잘 보이기 위해서 야구 선수들을 엄청나게 매타작했는데 여기서 빠따충이라는 멸칭이 나왔다는 설이 존재한다.
개빠따는 개새끼+빠따라는 뜻으로 야구선수를 개고기에 비유한 말이며 유명 커뮤니티인 디시인사이드에서 유례되었다.
여자 연예인들을 갈보지년이라고 하는 말과 비슷한 신조어이다.

## 같이 보기
- 크리켓 방망이
- 소프트볼